# Schutzbach
Schutzbach település Németországban, Rajna-vidék-Pfalz tartományban. Lakosainak száma 379 fő (2023. december 31.).

## Népesség
A település népességének változása:
| Lakosok száma | 493  | 354  | 360  | 369  | 368  | 379  |
|               | 1975 | 2017 | 2019 | 2021 | 2022 | 2023 |